# Cecilia Dahlman
Cecilia Dahlman (Lund, 24 luglio 1968) è un'ex tennista svedese.
È stata professionista nel circuito WTA dalla metà degli anni '80 al 1993. Durante la sua carriera ha raggiunto la posizione più alta nel ranking WTA nel luglio del 1990, arrivando al n° 63.

## Biografia
In carriera ha raggiunto due finali, entrambe al Athens Open, nel 1989 e nel 1990 sconfiggendo prima l'australiana Rachel McQuillan per 6-3, 1-6, 7-5, e successivamente l'italiana Katia Piccolini per 7-5, 7-5.
Nei tornei dei Grand Slam non è mai andata oltre il secondo turno degli Australian Open e di Wimbledon del 1990.
Dal 1989 al 1993 ha rappresentato il suo Paese in Fed Cup, con un bilancio positivo di 4 vittorie e 3 sconfitte nel singolare.
Non ha mai vinto tornei WTA nel doppio, pur avendo disputato una finale a Taiwan nel 1989, essendo stata poco attiva in questa specialità.

## Statistiche

### Singolare

#### Vittorie (2)
| Legenda               |
| --------------------- |
| Grande Slam (0)       |
| WTA Championships (0) |
| Tier I (0)            |
| Tier II (0)           |
| Tier III (0)          |
| Tier IV & V (2)       |

| N. | Data              | Torneo             | Superficie  | Avversaria in finale | Punteggio     |
| 1. | 17 settembre 1989 | Athens Open, Atene | Terra rossa | Rachel McQuillan     | 3–6, 6–1. 5–7 |
| 2. | 16 settembre 1990 | Athens Open, Atene | Terra rossa | Katia Piccolini      | 7–5, 7–5      |

### Doppio

#### Finali perse (1)
| Legenda               |
| --------------------- |
| Grande Slam (0)       |
| WTA Championships (0) |
| Tier I (0)            |
| Tier II (0)           |
| Tier III (0)          |
| Tier IV & V (2)       |

| No. | Data           | Torneo              | Superficie | Compagna    | Avversarie in finale            | Punteggio     |
| 1.  | 30 aprile 1989 | Taiwan Open, Taipei | Cemento    | Nana Miyagi | Maria Lindström Heather Ludloff | 6-4, 5-7, 3-6 |